# Winterslow
Winterslow – wieś w Anglii, w hrabstwie Wiltshire. Leży 9 km na wschód od miasta Salisbury i 118 km na południowy zachód od Londynu.